# Steadicam

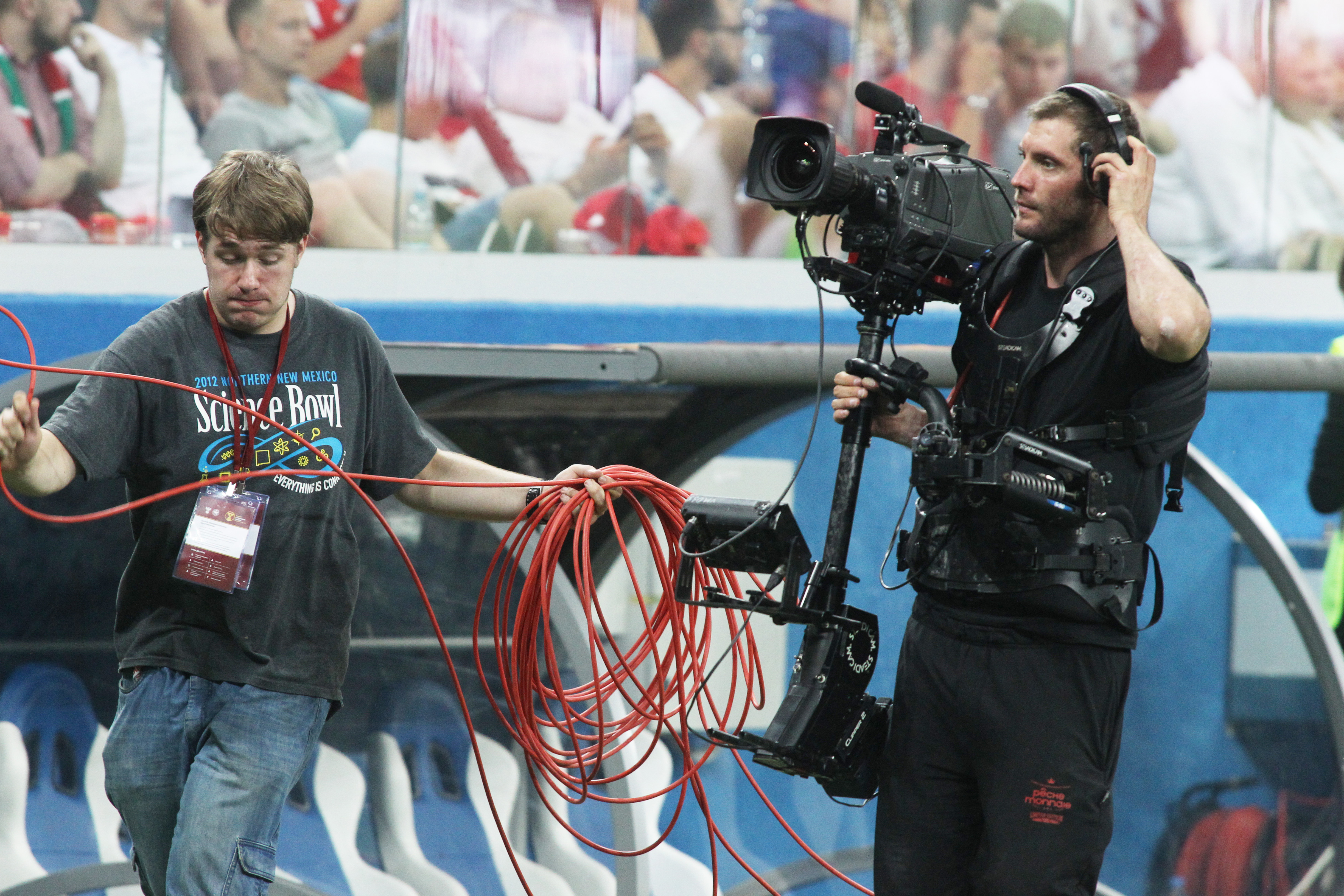
Оператор «Steadicam» с ассистентом во время телетрансляции футбольного матча

Стедика́м, Стэдика́м (англ. Steadicam) — носимая система стабилизации съёмочной камеры для кино- или видеосъёмки в движении. В советских/российских источниках «Стедикам» классифицируется как поясно-плечевой демпфирующий штатив или опора. Относится к вспомогательному операторскому оборудованию. Название Steadicam зарегистрировано как торговая марка компании «Tiffen», полное торговое название системы — Tiffen Steadicam. Кроме торговой марки слово «Стедикам» используется в кинематографе для обозначения принципа съёмки со свободным движением стабилизированной камеры.

## История
В современном кинематографе и телевидении одним из главных выразительных средств является перемещение камеры в пространстве. Основной трудностью при съёмке в движении является получение стабильного изображения, лишённого тряски и колебаний. При съёмке с рук или с плеча тряска изображения неизбежна и может сделать его непригодным для использования. До появления системы «Стедикам» единственными технологиями, обеспечивавшими стабильное изображение с движущейся камеры, были тележка «долли» и операторский кран. Однако эти способы очень трудоёмки, требуют большой предварительной работы по прокладке рельсов и установке крана, а, кроме того, всё равно ограничивают подвижность камеры, поскольку рельсы можно проложить далеко не везде и приходится постоянно избегать их видимости в кадре.
Систему «Стедикам» изобрёл кинооператор Гарретт Браун, который 12 апреля 1977 года получил патент США на изобретение под названием «Оборудование для использования с ручными кинокамерами». Впоследствии права на изобретение были проданы компании Cinema Products, давшей ему название Steadicam, а в дальнейшем производство перешло к компании «Тиффен». В настоящее время «Стедикам» под разными торговыми брендами производится несколькими фирмами, но оригинальное название имеет право использовать только «Тиффен». Также Гарретом Брауном изобретена система перемещения подвешенной на тросах камеры, называемая «Скайкам» (англ. Skycam, Spidercam), используемая для съёмок спортивных мероприятий и масштабных телешоу с высоты.
Система «Стедикам» обеспечивает настолько плавное движение съёмочной камеры, что при просмотре полученного изображения у зрителя создаётся ощущение полёта. При этом камера крепится к торсу оператора, который может свободно перемещаться в любом направлении. Закреплённый на транспортном средстве, «Стедикам» гасит любую тряску, обеспечивая качественное изображение.

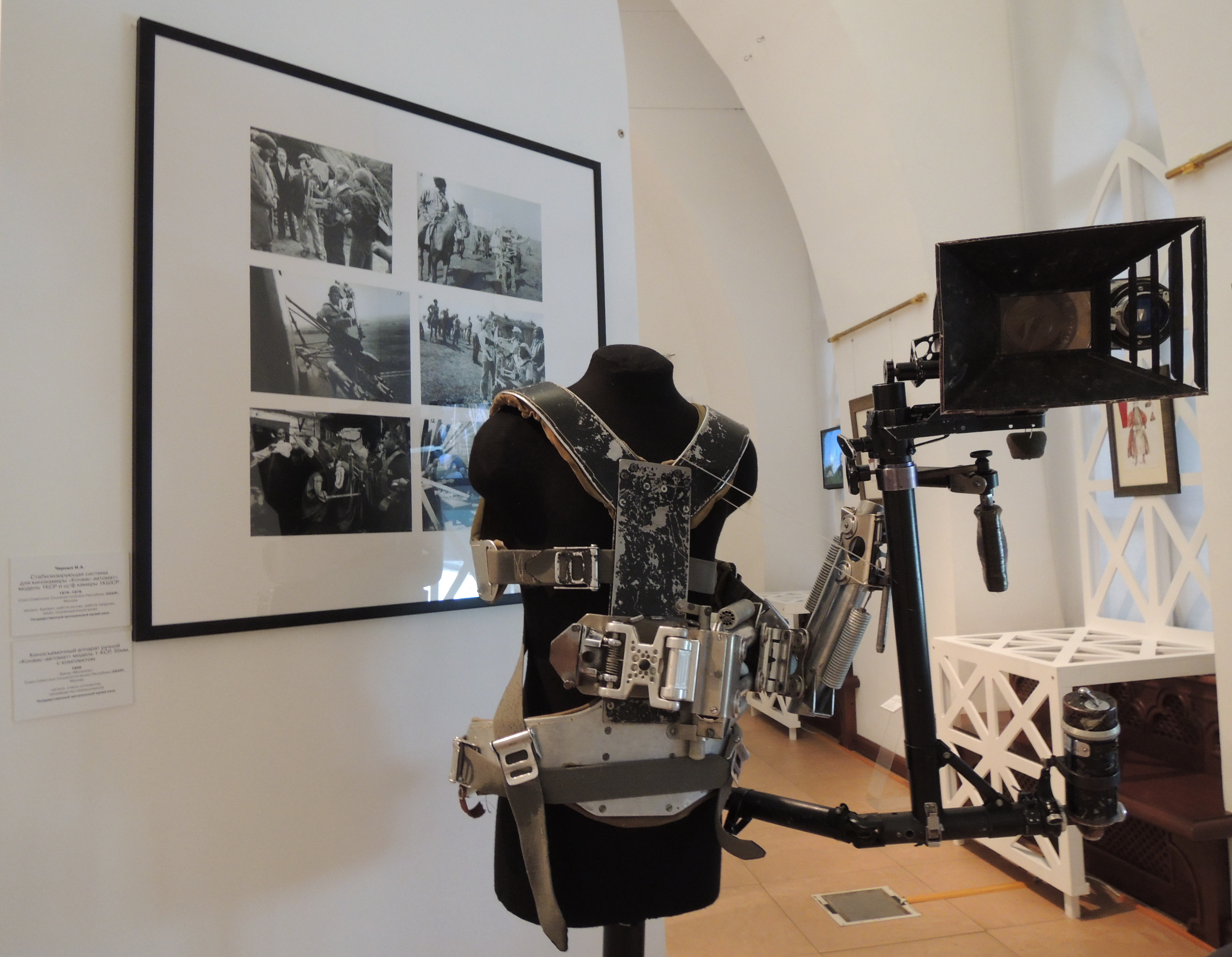
Советская система стабилизации, разработанная кинооператором И. А. Черных

Первым фильмом, снятым с применением прототипа системы в 1976 году, стал «На пути к славе» (англ. Bound for Glory). После просмотра 16-мм ролика, сделанного фирмой Cinema Products для рекламы изобретения, в котором жена Брауна Хеллен поднимается по ступенькам Музея искусств Филадельфии, режиссёр Джон Эвилдсен пригласил изобретателя снимать Сильвестра Сталлоне, поднимающегося по той же лестнице в фильме «Рокки». Такое же впечатление рекламный ролик произвёл и на Стэнли Кубрика, который немедленно пригласил Брауна для участия в съёмках фильма «Сияние». Первыми фильмами, в которых использовалась система, стали также «Житие Брайана по Монти Пайтону» и «Чужой». Появление «Стедикама» произвело такое впечатление на кинематографистов, что в 1978 году Гаррету Брауну был присуждён Оскар за технические достижения.
В 1977 году в СССР кинооператором И. А. Черных была самостоятельно разработана система стабилизации киносъёмочного аппарата «Горизонт» похожей конструкции, использованная для съёмок отдельных эпизодов фильмов «Пробивной человек», «Полоска нескошенных диких цветов», «Пятое время года», «Емельян Пугачёв», «Особо важное задание» и «Битва за Москву». Дальнейшим развитием этой разработки стала система «Вертикаль», оснащённая гироскопом, и выпущенная в нескольких экземплярах на киностудии «Мосфильм». Кроме этих двух разработок в СССР применялись ещё несколько стабилизаторов: образец, разработанный на киностудии Довженко, система «2ГСП» конструкции МКБК и устройство «1КОД», использованное при съёмках документальной ленты «О спорт, ты — мир!». Однако, по сравнению с американским аналогом, отечественные устройства оказались менее мобильными. Первые два «Стедикама» были куплены для «Мосфильма» уже в 1977 году. Закупка следующей партии была намечена перед Московской Олимпиадой 1980 года, но в результате бойкота со стороны США, последовавшего в ответ на участие СССР в афганской войне, сделка была сорвана.
Партия «Стедикамов» всё же была закуплена для центральных киностудий позже, несмотря на огромную цену в 50 тысяч долларов за комплект. Одним из первых советских фильмов, в которых применялась импортная система, стал «Сталкер» Андрея Тарковского: кадры проезда в Зону на дрезине сняты со стабилизатора. Гораздо больше «Стэдикам» использовал Элем Климов в картине «Иди и смотри», где очень много сцен, снятых движущейся камерой. Режиссёр Александр Сокуров в 2001 году создал фильм «Русский ковчег», изобразительный ряд которого полностью снят при помощи системы Steadicam, создавая ощущение полёта камеры по всем помещениям за главным героем. При съёмках сцен большой длительности телесериала Алексея Мурадова «Человек войны» использовалась система «Стедикам», изготовленная российской фирмой «Пультекс». Из российских фильмов, снятых с применением «Стедикам», можно также назвать картины «Антикиллер», «Старые клячи», «Турецкий гамбит», «Спартак и Калашников», «9 рота», «Трудно быть богом». Система применялась при съёмках новогодних мюзиклов «Старые песни о главном 2» и «Старые песни о главном 3».

## Конструкция

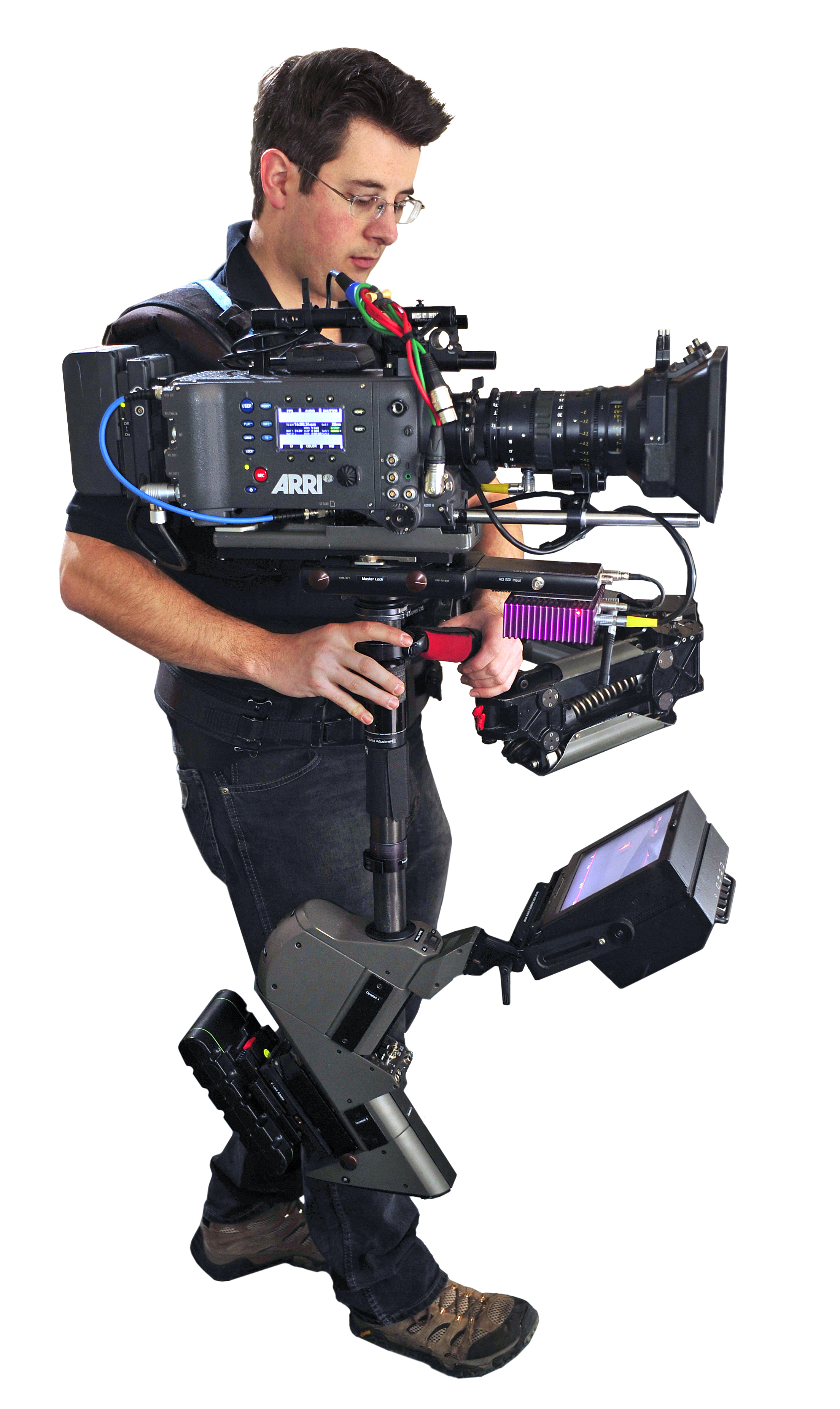
Кинооператор с цифровой кинокамерой, установленной на «Стедикам»

Конструкция оригинального «Стедикам», так же, как и большинства его аналогов, состоит из жилета, который надевается на оператора, стрелы (англ. Spring Arm) называемой «пантографом» или «рукой», и вертикальной штанги (англ. Post), крепящейся к стреле через карданный шарнир. Вся конструкция сбалансирована так, что камера удерживается не руками оператора, а стрелой. Оператор только придаёт нужное положение камере, закреплённой таким образом, что угол её поворота не зависит от движения корпуса человека. Шарнир позволяет оператору, сохраняя положение своего корпуса, панорамировать камерой в пределах 360° в горизонтальной плоскости и до 45° вверх и вниз по вертикали. Стрела представляет собой сложный шарнирно-рычажный демпфирующий механизм с калиброванными пружинами, удерживающими массу всей системы вблизи положения её равновесия. Она является главным элементом компенсации линейных колебаний и сохранения положения камеры относительно снимаемой сцены. Демпфер гасит линейные перемещения, а шарнир изолирует камеру от резких вращательных движений. К штанге сверху крепится камера, а на противоположном конце — внизу — противовес (англ. Sled Module), в котором обычно смонтированы аккумуляторы и монитор телевизи́ра, являющегося неотъемлемой частью системы, поскольку при движении со «Стедикам» у оператора нет возможности пользоваться традиционным окулярным визиром. Самые первые системы «Стедикам» оснащались оптоволоконным видоискателем, окуляр которого, находящийся на конце гибкого оптоволоконного кабеля, закреплялся на глазу оператора, давая возможность непрерывного визирования из любого положения.
Главный стабилизирующий эффект «Стедикам» заключается в большом моменте инерции вращающейся части, сводящем к минимуму угловые перемещения. Свободное перемещение инертной массы системы относительно жилета служит дополнительной стабилизацией, изолируя штангу с камерой и противовесом от резких случайных движений и тряски. Для предотвращения встряхивания камеры при регулировке параметров объектива применяется дистанционное управление фокусом и диафрагмой 1-м ассистентом оператора. При этом видеосигнал с телевизира передаётся на пульт ассистента специальным радиопередатчиком, избавляющим от необходимости прокладки проводов, ограничивающих подвижность оператора. Для работы с «низкой точки» камера и противовес могут меняться местами. В этом случае камера подвешивается на нижний конец штанги.
В некоторых случаях используется дополнительная угловая стабилизация системы при помощи гироскопов. К таким мерам прибегают в случае внешних воздействий, например в виде сильного ветра, раскачивающего стабилизатор с камерой.
Как правило, в комплект системы входят крепления к различным транспортным средствам. Для отдыха оператора в перерывах съёмки подвижная часть системы может временно подвешиваться на специальный штатив-опору, входящую в комплект.
Стабилизирующий эффект, получаемый при работе с тяжёлыми профессиональными киносъёмочными и телевизионными камерами, недостижим с современными лёгкими видеокамерами. Для получения качественной стабилизации масса закрепляемого аппарата не должна быть ниже 5 килограммов. Некоторые производители «Стедикамов» специально для крепления лёгких камер выпускают утяжелённые площадки массой 2—5 кг.

### Облегчённые версии «Стедикам»
Системы стабилизации, обеспечивающие плавное перемещение камеры, в последние годы получили широкое распространение не только на телевидении и в кинопроизводстве, но и в видеографии. Кроме упрощённых версий, предназначенных для профессиональных видеокамер, выпускаются компактные стабилизаторы без жилета, рассчитанные на лёгкие, чаще всего — ручные камеры. Наибольшее распространение получили системы типа Glidecam, Flycam, Stabicam, PR-Line ST-2, Merlin, Hague и другие. Конструкция их достаточно проста, что позволяет некоторым видеографам самостоятельно создавать системы, подобные «настоящим». Во второй половине 2010-х годов некоторые производители начали налаживать выпуск стабилизаторов для смартфонов. Даже правообладатель бренда Steadicam начал производство компактного устройства «Tiffen Smoothie» для камерафонов и экшен-камер.
Принцип действия всех этих устройств — изолирование камеры от резких поворотов с помощью карданова подвеса — основан, как и у настоящего «Стедикама» на угловой стабилизации, за счёт момента инерции системы, её статической и динамической балансировки. «Рука» в большинстве облегчённых версий отсутствует, поскольку изоляция камеры от линейных перемещений не так критична, как от угловых. Отсутствие линейной стабилизации заметно только при съёмке объектов, расположенных близко: это проявляется в колебаниях их положения относительно неподвижного фона.
Устройства требуют обязательной статической и динамической балансировки, которую производят для каждой камеры и её «обвеса» индивидуально. Статическая балансировка производится с таким расчётом, чтобы в рабочем положении центр тяжести конструкции был немного ниже точки опоры в шарнире, но так, чтобы время возвращения из горизонтального положения в рабочее было достаточно велико (1,5—3 секунды). Благодаря динамической балансировке одна из главных осей инерции всей конструкции проходит через центр тяжести и точку опоры. Только в этом случае камера способна совершать панорамирование, не раскачиваясь.

## Альтернативные способы стабилизации
Параллельно с системой «Стедикам» разрабатывались и совершенствовались специальные панорамные головки с индикаторным гиростабилизатором, позволяющие вести съёмку не только с операторского крана, но и с движущихся транспортных средств. Однако, эти устройства непригодны для движения по непредсказуемой траектории в стеснённых пространствах, требуя закрепления на кранах или тележках. Самодельные устройства для видеографии, основанные на тех же принципах, позволяют осуществлять стабилизацию в движении. Однако, в этом случае происходит лишь угловая стабилизация, а линейная должна обеспечиваться другими устройствами. Последняя особенно критична при съёмке близких объектов, линейное перемещение относительно которых заметно на экране. То же относится к оптическим и цифровым стабилизаторам, использующимся, например, в экшн-камерах и любительских видеокамерах. Цифровая стабилизация, непригодная для киносъёмочной техники, характерна меньшей эффективностью использования поля изображения объектива и площади матрицы, поскольку необходим их существенный «запас», зависящий от амплитуды компенсируемых колебаний. Однако, главным недостатком оптических, цифровых и гиростабилизаторов является недостаточная эффективность в низкочастотном диапазоне колебаний. По этому параметру система «Стедикам» не имеет конкурентов.

## Использование

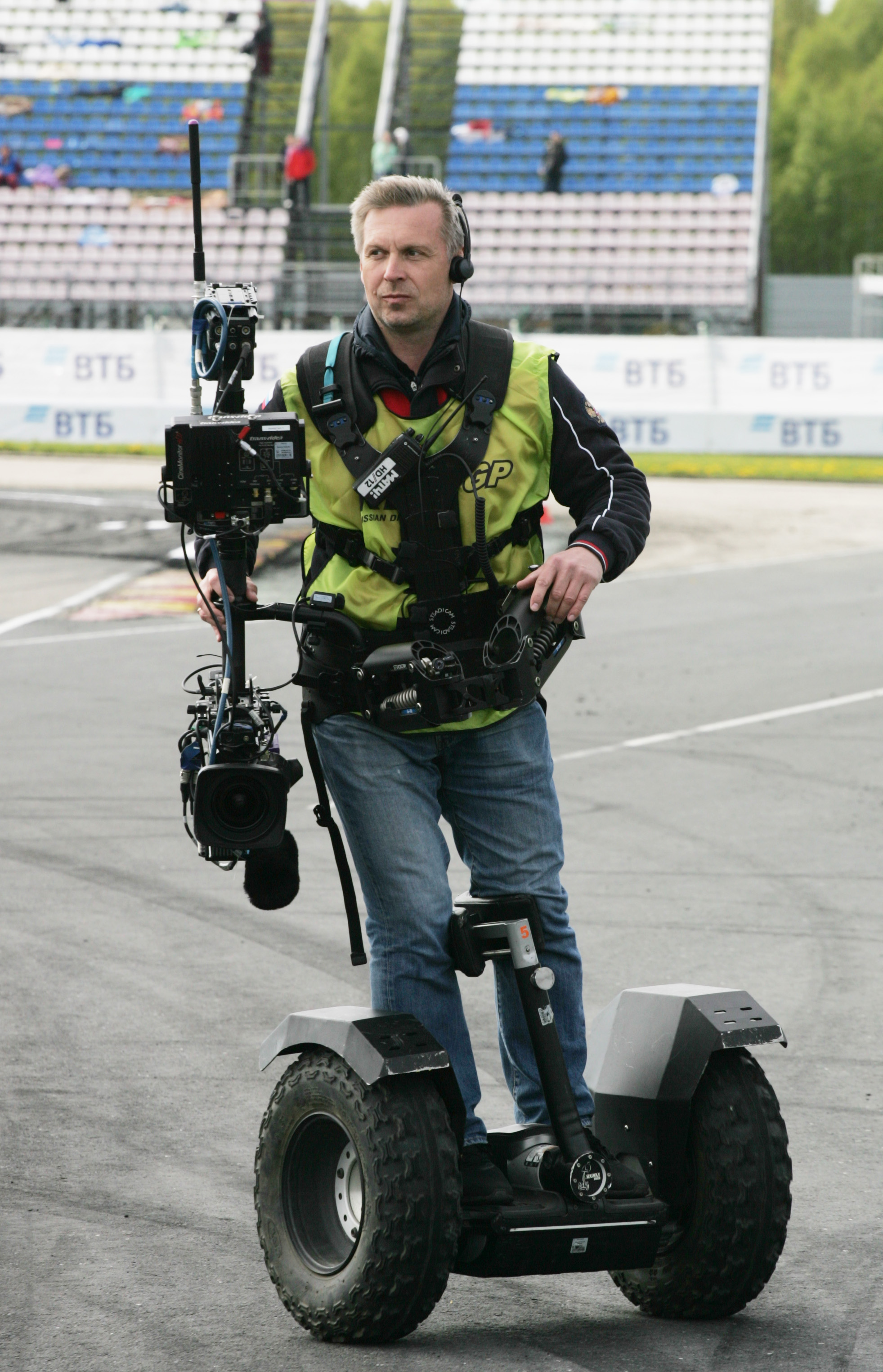
Оператор с системой «Стедикам» на сегвее

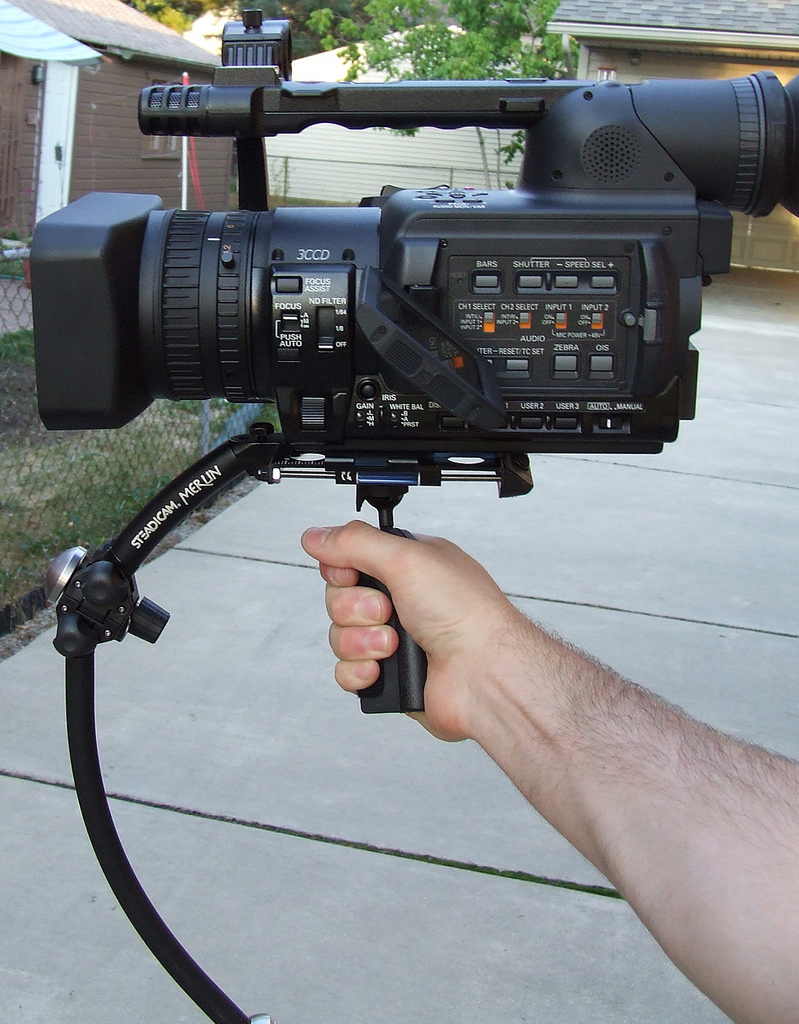
Облегчённый ручной «Стедикам» для лёгких видеокамер

В современном кинематографе «Стедикам» хотя бы однократно применяется практически во всех фильмах. В телевизионном производстве эта система также стала неотъемлемой частью, особенно при организации трансляций спортивных соревнований или музыкальных шоу.
Система используется в кино-, видеосъёмках и телетрансляциях, так как это наиболее простой способ получить изображение с подвижной камеры без тряски. В отличие от операторской тележки и крана, «Стедикам» более мобилен, однако не вытеснил их полностью и часто используется совместно при многокамерной съёмке. Иногда «Стедикам» используется с лёгкой операторской тележкой, не требующей прокладки рельсов, а в последнее время при съёмке спортивных мероприятий оператор «Стедикам» перемещается при помощи сегвея. В этом случае неизбежные при езде колебания демпфируются системой.
«Стедикам» наиболее удобен, когда любая другая техника для перемещения камеры неприменима по причинам недостаточной жёсткости или грузоподъёмности опоры, и в случаях, когда диапазон перемещения камеры невозможно определить заранее. Наилучшим образом система подходит для следующих ситуаций:
- съёмка объектов, перемещающихся непредсказуемым образом;
- сложные пространственные перемещения камеры по коридорам, лестницам, вокруг персонажей, через проходы и т. п.;
- съёмка на пересечённой местности;
- пересечение порога или движение по ступеням лестницы;
- съёмка сцен, в которых движение камеры несёт эмоциональную нагрузку;
- в случае необходимости изоляции камеры от вибраций, например, транспортного средства;
- съёмка с вертолёта, в том числе длиннофокусным объективом, эффектные сцены в фильмах о природе;
- для имитации «неустойчивости» окружающего пространства;
- съёмка движения персонажа «субъективной камерой»;
- съёмка коротких статичных планов, когда основной организационный фактор — быстрота перестановки камеры с точки на точку;

«Стедикам» практически неприемлем в следующих случаях:
- съёмка длиннофокусным объективом долгих статичных планов (исключение — устройства оснащённые гироскопной платформой);
- съёмка очень резких движений из-за угрозы падения оператора;
- перемещение по скользким поверхностям;
- при сильном порывистом ветре на натурной площадке;

### Оператор «Стедикам»
Кинооператоры и телеоператоры, использующие «Стедикам», кроме хорошей физической подготовки, должны обладать специальными навыками работы с подвижной камерой. Поэтому в операторской профессии существует специализация — «оператор Стедикам». Как правило, сцены, требующие применения системы, снимаются отдельным оператором, прошедшим специальную подготовку и специализирующимся только на таких съёмках.

## Ключевые производители
Главным производителем системы «Стедикам» на сегодняшний день остаётся компания «Тиффен». Она же обладает исключительным правом использования торговой марки Steadicam. Кроме «Тиффен», подобные устройства стабилизации производится ещё несколькими фирмами за рубежом и в России. Как правило, все они так или иначе отличаются по конструкции от оригинального «Стедикам», сохраняя главные принципы устройства.
Германская компания ABC Products производит системы стабилизации HandyMan для лёгких видеокамер и профессиональные комплекты G-force для киносъёмочных и видеокамер массой до 25 кг. Венгерская компания Eemov производит четыре модели стабилизаторов: две для тяжёлых камер до 6 кг и две — для лёгких видеокамер. Британская система Glidecam рассчитана на работу с различными камерами. Glidecam Gold позволяет монтировать киносъёмочные аппараты массой до 18 кг. Российская компания Pultex производит стабилизаторы, рассчитанные на работу с камерами до 18 кг, используя технические решения, отработанные ещё на советских системах «Горизонт» и «Вертикаль».
Благодаря фирме Sachtler и разработчику Curt O. Schaller, на рынке появилась в 2001 году стабилизирующая система artemis. Эта система была  модульной разработкой стабилизирующей камеры в мире, тем самым, это была его первая artemis HD система, для камер , которая стала популярна во всём мире.
Curt O. Schaller совместно с инженером, доктором наук Roman Foltyn была разработана в 2015 году artemis Trinity-System, которая является  стабилизирующей системой, сочетающая в себе механическую систему стабилизации с электрической.
В апреле 2016 года компания ARRI  приобрела такую  стабилизирующую систему от компании artemis Sachtler / Vitec Videocom, разработанная Curt O. Schaller.